# König-Franz-Joseph-Denkmal

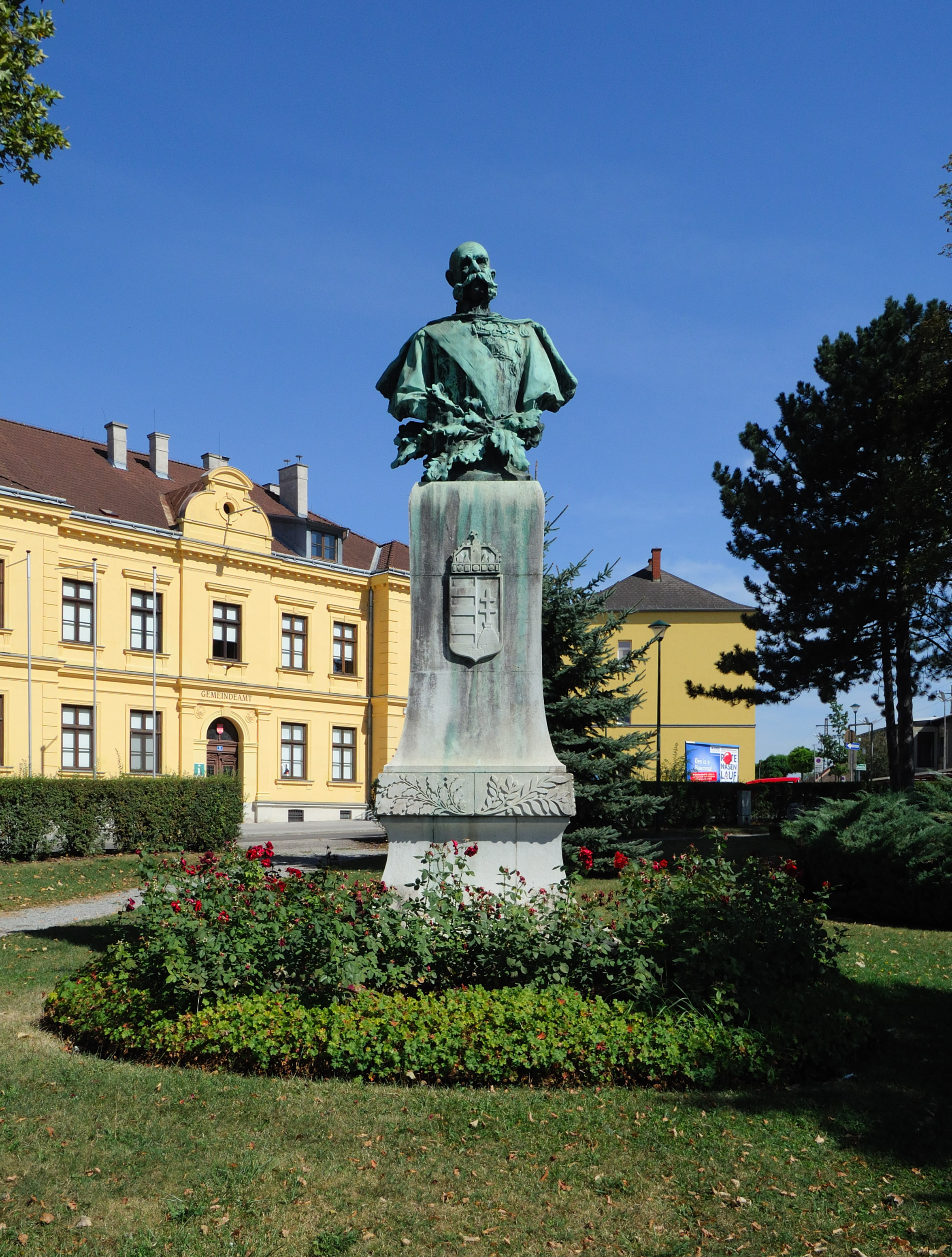
Franz Joseph I. dargestellt als König von Ungarn in Bruckneudorf

Das König Franz Joseph Denkmal steht am Bahnhofplatz in der Großgemeinde Bruckneudorf im Bezirk Neusiedl am See im Burgenland. Das Denkmal zeigt Franz Joseph I. als Apostolischen König von Ungarn und steht unter Denkmalschutz (Listeneintrag).

## Geschichte
Am 22. und 23. Oktober 1897 saß Franz Joseph I. in György Zalas Budapester Atelier Modell für eine Königsbüste. Ein Foto zeigt Zala stehend mit einem Fuß auf einem niederen Podest am Modell wohl aus Gips arbeitend während Franz Joseph I. etwas rechts hinten in einem hohen Sessel sitzt. Das Werk zeigt die Signatur 22.-23. Oktober 1897 Zala Természet után (Nach der Natur).
Am 6. Mai 1900 berichtete die Wochenzeitung Mosonvármegye (d. i. der ungarische Name für das Komitat Wieselburg), die Königsbüste in Bruck-Újfalu (bis 1900 gültiger ungarischer Name für Bruckneudorf) solle am 6. Juni, also am Jahrestag der Krönung Franz Josephs mit der Stephanskrone enthüllt werden. Am 3. Juni berichtet Mosonvármegye, dass am 20. Mai in Anwesenheit des Wieselburger Comitats-Obernotärs Eugen von Békeffy als Schriftführer des Büstencomités die Büste auf das Postament gesetzt wurde.
Am 19. und 20. Juni nahm Franz Joseph I. eine Inspizierung im Brucker Lager vor. Der Hofzug kam um 6 Uhr 50 am Bahnhof an. Zum Empfang waren erschienen: Platzkommandant Oberst Otto Ther, Graf Johann Harrach, Obergespan Pállfy-Daun, Herzog von Theano, Vicegespan Josef von Pogány, Oberstuhlrichter Graf Johann Dezasse, Gemeinderichter Josef Schöberl, Notär Géza Ralbovszky, Bezirkshauptmann von Ratzesberg, Bezirksrichter Machacsek, Dechant Bauer, Oberpostverwalter Bittner und Bürgermeisterstellvertreter Sturm. Franz Joseph schritt die Front ab und nach einer Begrüßung bestieg er sein Pferd und ritt in Begleitung seiner Suite und sieben ausländischen Militärattachés in das Lager. Franz Josef betrachtete beim Vorüberreiten mit Interesse die mit einem seidenen nationalfarbigen Tuch verhüllte Königsbüste. Als Franz Joseph am Folgetag in das Brucker Lager ritt, war die Hülle von der Büste genommen und er lächelte.
Am 24. Juni 1900 wurde die Königsbüste in Anwesenheit von Erzherzog Ferdinand Karl mit einer großen feierlichen Festveranstaltung enthüllt.
Nach dem Ersten Weltkrieg wurden viele Statuen und Bürsten vernichtet. Der Bürgermeister von Bruckneudorf ließ ein Gerüst aufstellen und die Büste kistenartig verbrettern. Im Zweiten Weltkrieg stellte die Gemeinde Bruck an der Leitha (zu der Bruckneudorf 1938–1945 gehörte) im Jahre 1939 fest, dass die Beseitigung des Denkmals erwünscht sei, weil es, obwohl künstlerisch ausgeführt, im Hinblick auf die ungarische Inschrift für die Stadt keinen Wert habe. Am 6. Februar 1941 erwog der Stadtrat die Beseitigung des Denkmals um am sogenannten Hindenburg-Platz für die Errichtung eines gedeckten Warteraumes für Autobusreisende Platz zu schaffen.
1993 wurde das Denkmal restauriert. Der Park wurde 2011/2012 neu gestaltet und bildet mit dem Gemeindeamt das Ortszentrum von Bruckneudorf.

## Denkmal
Das monumentale Denkmal besteht aus einer Büste mit einer Büstenhöhe von 2,2 Metern. Die Büste zeigt Franz Joseph I. als König in der Uniform eines Generals der Kavallerie mit dem Bande des k.u. Sankt Stephans-Ordens. Sie steht auf einem 4,2 Meter hohen konisch zulaufenden Sockel aus Kalkstein im Stil des Jugendstils, das Fries zeigt symbolisch Lorbeerblätter und Eichenlaub. Die vordere Front zeigt das ungarische Wappen auf dem die Stephanskrone ruht. Die Büste wurde 1900 aus Bronze von der Kunstgießerei Gustave Leblanc-Barbedienne in der Rue de Lancry in Paris gefertigt. Die Werkstatt konnte mit der machine á reduction nach den Prinzipien des Pantografs Vorlagen verkleinern oder vergrößern. Die größte Reproduktion steht in Bruckneudorf. Zala ließ weiters diese Franz Josef Büste in kleinem Format produzieren, sie fanden als Tischaufsteller starken Anklang und wurden kommerziell verkauft.
Es ist das einzige Denkmal auf heute österreichischem Gebiet, das ihn als ungarischen Monarchen zeigt.